# Espace 798

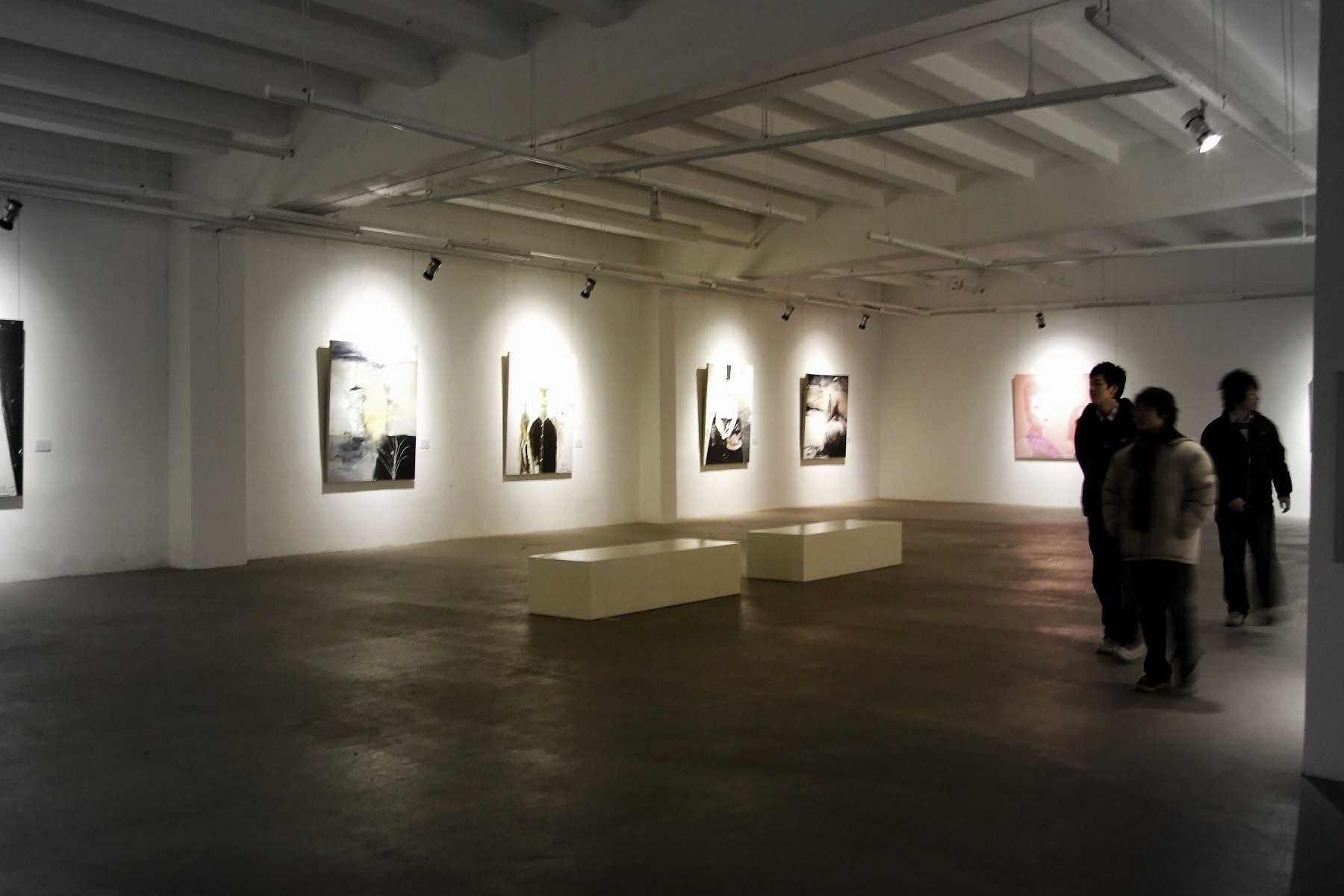
Galerie de portrait dans un hall d'exposition de l'espace 798

L'Espace 798 (Chinois simplifié : 798艺术区, pinyin : 798 yìshù qū, littéralement quartier d'art 798) est une zone d'art contemporain Chinois à Dashanzi (大山子) dans le district de Chaoyang de Pékin.
Ce centre d'exposition au style architectural unique est situé dans les anciens bâtiments d'une usine militaire désaffectée nommé par le numéro d'usine qui la designait auparavant, 798.

## L'usine
L'usine est issue d'un projet de collaboration de la Chine avec la Russie en 1951, puis finalisé en 1957 par l'Allemagne de l'Est sous le nom « projet 157 ».
La construction des bâtiments a coûté 147 millions de RMB et a été marquée par de nombreuses discordes entre les Russes, les Allemands et les Chinois chargés du projet. L'usine nommée Usine unie 718 à ses débuts s'est agrandie en 10 ans des sous unités 706, 707, 751, 761, 797 et la plus grande : 798.
Les réformes de Deng Xiaoping en 1980 marquent le glas de l'unité de production.

## La galerie

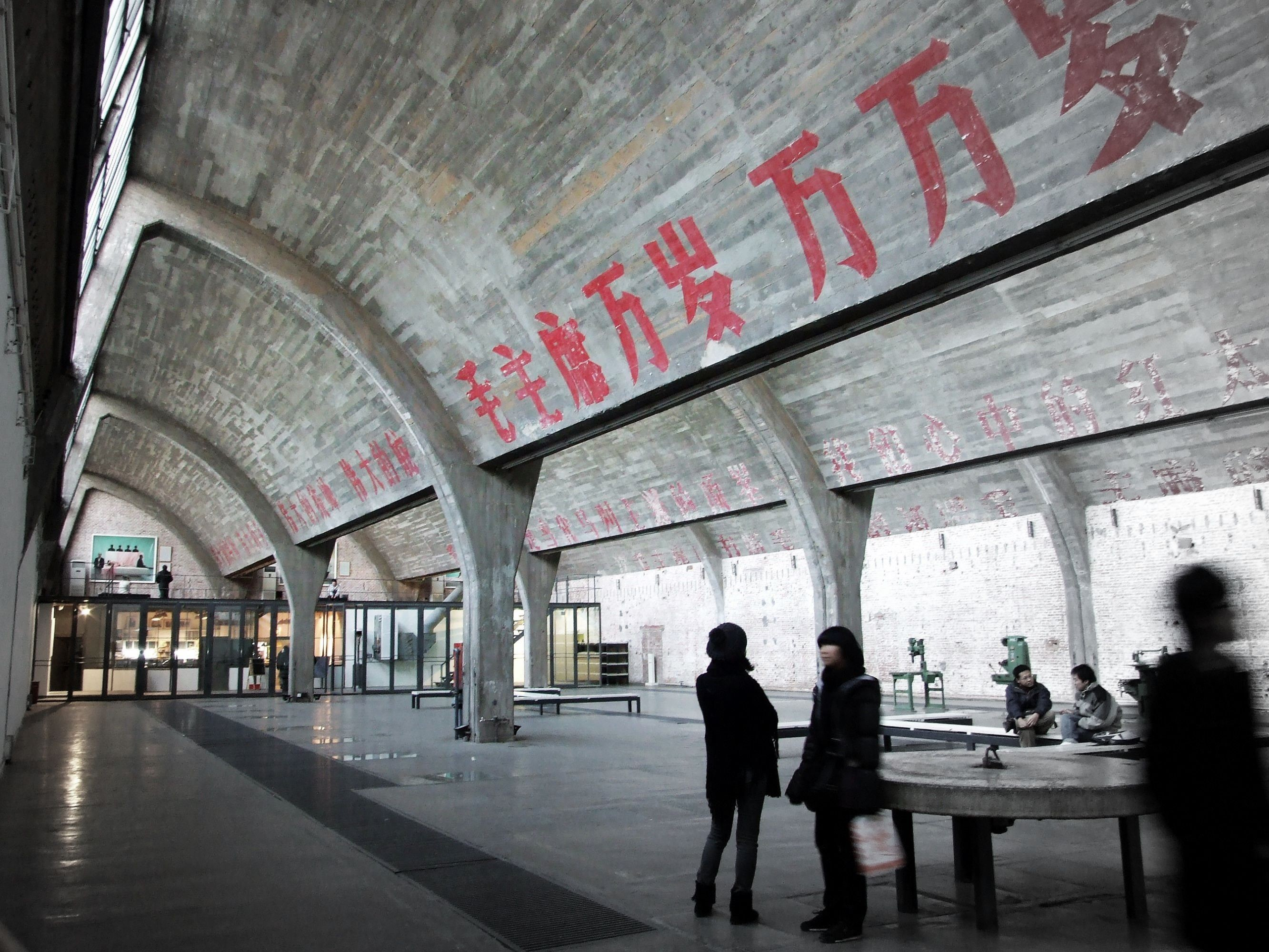
une des grandes galeries d'exposition de 798 réutilisant les hauteurs des anciennes usines.

La communauté d'artiste de Pékin, formée vers 1984, vivait dans des maisons vétustes proches de l'ancien palais d'été. À partir de 2000 les bâtiments sont loués à bas prix, de nombreux ateliers d'artistes et association d'artistes commencent alors à s'y installer,  Après leur expulsion en 1995, la cafa (Central Academy of Fine Arts) installe une exposition temporaire dans l'ancien site, qui deviendra définitive en 2000. Les 640 hectares deviennent l'Espace 798.
Progressivement, de très grands artistes tels que Hóng Huǎng (洪晃) ou bien Lǐ Zōngshèng (李宗盛) s'y installent, des touristes étrangers de plus en plus nombreux le visitent.
Depuis, que furent organisées en 2004 deux sessions de la Festival internationale des arts de Pékin Dashanzi (北京大山子国际艺术节, Běijīng Dàshānzǐ guójì yìshù jié), il devient un lieu symbolique de la culture Pékinoise, il est aussi intégré dans la nouvelle expression, les trois sites pittoresque de Pékin sont La Grande Muraille, la Cité interdite et 798 (北京三大景点“长城，故宫，798”).

## Les expositions

### Permanentes
- Ullens Center for Contemporary Art
- Frères Gao
- Hao Li Art Center
- lumieres

### Temporaires
- Liu Bolin (2007)
- Li Chevalier